# Franco Vega
Franco Agustín Vega (Neuquén, 9 settembre 2001) è un calciatore argentino, centrocampista dell'Alvarado.

## Biografia
Ha origini cilene dal ramo paterno.

## Caratteristiche tecniche
È un centrocampista offensivo.

## Carriera
Vega ha giocato nelle giovanili di Argentino Petrolero, ACDC Patagonia e Boca Juniors prima di unirsi al Vélez Sarsfield. Nel 2021 ha firmato il suo primo contratto professionistico ed è stato ceduto in prestito con diritto di riscatto all'Estoril Praia, che lo ha utilizzato nella propria formazione under-23.
Non riscattato dal club portoghese, ha fatto ritorno in Argentina dove ha rinnovato il contratto fino al 2024 ed è stato ceduto in prestito all'Arsenal Sarandí. Il 4 febbraio ha esordito nel calcio professionistico giocando l'incontro di Primera División pareggiato 1-1 contro l'Estudiantes (LP). Il 15 dicembre 2023 è passato in prestito all'Huachipato.

## Statistiche

### Presenze e reti nei club
Statistiche aggiornate al 4 aprile 2024.
| Stagione        | Squadra         | Campionato      | Campionato | Campionato | Coppe nazionali | Coppe nazionali | Coppe nazionali | Coppe continentali | Coppe continentali | Coppe continentali | Altre coppe | Altre coppe | Altre coppe | Totale | Totale | Totale |
| Stagione        | Squadra         | Comp            | Pres       | Reti       | Comp            | Pres            | Reti            | Comp               | Pres               | Reti               | Comp        | Pres        | Reti        | Pres   | Reti   |        |
| --------------- | --------------- | --------------- | ---------- | ---------- | --------------- | --------------- | --------------- | ------------------ | ------------------ | ------------------ | ----------- | ----------- | ----------- | ------ | ------ | ------ |
| 2022            | Vélez Sarsfield | PD              | 11         | 0          | CA+CdL          | 1+2             | 0               | CS                 | 0                  | 0                  |             | -           | -           | 14     | 0      |        |
| 2024            | Huachipato      | A               | 0          | 0          | CC              | 0               | 0               | CL                 | 0                  | 0                  |             | -           | -           | 0      | 0      |        |
| Totale carriera | Totale carriera | Totale carriera | 11         | 0          |                 | 3               | 0               |                    | 0                  | 0                  |             | -           | -           | 14     | 0      |        |